# Agerugle
Ageruglen (Agrotis segetum) er en 3 cm stor, brun natsværmer. Den er meget almindelig og tilhører familien ugler (Noctuidae).

## Larverne
Larver af ageruglen og et par nærstående uglearter betegnes knoporme. De er skadelige, da de lever på rødderne af f.eks. gulerødder, kartofler, porrer, løg og rødbeder m.fl. Har været et betydende skadedyr på sandede jorder i tørre somre, men en effektiv overvågning af uglernes sværmetidspunkt har givet mulighed for en meget rettidig bekæmpelse med sprøjtning eller vanding, typisk sidst i juni og først i juli.